# Koppin Motor Company
Koppin Motor Company war ein US-amerikanischer Hersteller von Automobilen.

## Unternehmensgeschichte
H. S. Koppin gründete 1914 das Unternehmen in Fenton in Michigan. Dazu erwarb er im Frühling 1914 die Reste der Fenton Cyclecar Company. Er setzte deren Produktion in einem eigenen Werk fort. Der Markenname lautete Koppin. Ende 1914 kam die Produktion zum Erliegen.

## Fahrzeuge
Das einzige Modell war das Model A. Es entsprach weitgehend dem Kleinwagen von Fenton, war allerdings 10 US-Dollar billiger. Ein Zweizylindermotor mit 88,9 mm Bohrung, 93,218 mm Hub, 1157 cm³ Hubraum und 10 PS Leistung trieb die Fahrzeuge an. Aufgrund des Hubraums wurden die Kriterien für Cyclecars verfehlt. Das Fahrgestell hatte 244 cm Radstand. Die Fahrzeuge waren als Roadster für zwei Personen karosseriert. Das Leergewicht betrug rund 304 kg.